# Tang Ping
Tang Ping (躺平), auch Tangping geschrieben, ist ein Trend in der Volksrepublik China, bei dem junge Menschen zwischen 20 und 40 Jahre aus dem Berufsleben ausscheiden oder das Berufsleben reduzieren zugunsten eines ruhigen Lebens. Tang Ping könnte man auf Deutsch mit Flachliegen oder Herumlungern übersetzen.

## Entwicklung
Begonnen hatte den Trend ein User mit dem Namen „Kind-Hearted Traveller“, der in einem Post auf der chinesischen Plattform Baidu aussagte „Herumlungern ist Gerechtigkeit“ und angab, dass er von nur 200 Yuan im Monat lebe (etwa 30 Euro), zwei Mahlzeiten am Tag esse und seit zwei Jahren nicht arbeite. Der User gab an wie Diogenes in seiner Tonne an der Sonne zu liegen und wie Heraklit an sein Logos zu denken. Dadurch sei er physisch und mental frei. Diese Äußerungen führten zu einer regen Diskussion unter jungen Menschen. Eine Studie von Weibo im Frühling 2021 ergab, dass 61 % sich der Tang-Ping-Bewegung zugehörig fühlten. Tang Ping wird daher als Gegenentwurf zum 996 gesehen. 996 bedeutet, dass man von 9 Uhr morgens bis 9 Uhr abends sechs Tagen in der Woche arbeitet und damit harte Arbeit leistet. Experten sehen in der Tang-Ping-Bewegung jedoch eine Bedrohung für die ökonomische Entwicklung Chinas und sagen auch, dass der chinesische Staat versuche, diese Bewegung zu zensieren.